# Seznam finských obcí
Seznam finských obcí obsahuje kromě seznamu obcí (finsky kunta) zároveň i další dělení Finska na (od největšího k nejmenšímu) provincie (maakunta) a okresy (seutukunta). K roku 2021 existovalo ve Finsku celkem 309 obcí.

## Laponsko

### Východní Laponsko
- Kemijärvi
- Pelkosenniemi
- Posio
- Salla
- Savukoski

### Kemi-Tornio
- Kemi
- Keminmaa
- Simo
- Tervola
- Tornio

### Severní Laponsko
- Inari
- Sodankylä
- Utsjoki

### Rovaniemi
- Ranua
- Rovaniemi

### Údolí Tornia
- Pello
- Ylitornio

### Horské Laponsko
- Enontekiö
- Kittilä
- Kolari
- Muonio

## Severní Pohjanmaa

### Koillismaa
- Kuusamo
- Taivalkoski

### Nivala-Haapajärvi
- Haapajärvi
- Kärsämäki
- Nivala
- Pyhäjärvi
- Reisjärvi

### Oulu
- Hailuoto
- Kempele
- Liminka
- Lumijoki
- Muhos
- Oulu
- Tyrnävä

### Oulunkaari
- Ii
- Pudasjärvi
- Utajärvi
- Vaala

### Raahe
- Pyhäjoki
- Raahe
- Siikajoki

### Haapavesi-Siikalatva
- Siikalatva
- Haapavesi
- Pyhäntä

### Ylivieska
- Alavieska
- Kalajoki
- Merijärvi
- Oulainen
- Sievi
- Ylivieska

## Kainuu

### Kajaani
- Kajaani
- Paltamo
- Ristijärvi
- Sotkamo

### Kehys Kainuu
- Hyrynsalmi
- Kuhmo
- Puolanka
- Suomussalmi

## Severní Karélie

### Joensuu
- Ilomantsi
- Joensuu
- Juuka
- Kontiolahti
- Liperi
- Outokumpu
- Polvijärvi
- Heinävesi

### Střední Karélie
- Kitee
- Rääkkylä
- Tohmajärvi

### Pielienenská Karélie
- Lieksa
- Nurmes

## Severní Savo

### Severovýchodní Savo
- Kaavi
- Rautavaara
- Tuusniemi

### Kuopion seutukunta
- Kuopio
- Siilinjärvi

### Vnitřní Savo
- Rautalampi
- Suonenjoki
- Tervo
- Vesanto

### Varkaus
- Joroinen
- Leppävirta
- Varkaus

### Horní Savo
- Iisalmi
- Keitele
- Kiuruvesi
- Lapinlahti
- Pielavesi
- Sonkajärvi
- Vieremä

## Jižní Savo

### Mikkeli
- Hirvensalmi
- Kangasniemi
- Mikkeli
- Mäntyharju
- Pertunmaa
- Puumala

### Pieksämäki
- Juva
- Pieksämäki

### Savonlinna
- Enonkoski
- Savonlinna
- Rantasalmi
- Sulkava

## Jižní Pohjanmaa

### Järviseutu
- Alajärvi
- Evijärvi
- Lappajärvi
- Soini
- Vimpeli

### Kuusiokunnat
- Alavus
- Kuortane
- Ähtäri

### Seinäjoki
- Ilmajoki
- Kauhava
- Kurikka
- Lapua
- Seinäjoki
- Isokyrö

### Suupohja
- Isojoki
- Karijoki
- Kauhajoki
- Teuva

## Pohjanmaa

### Pietarsaari
- Kruunupyy
- Luoto
- Pedersören kunta (aiemmin Pietarsaaren maalaiskunta)
- Pietarsaari
- Uusikaarlepyy

### Pobřežní Suupohja
- Kaskinen
- Kristiinankaupunki
- Närpiö

### Vaasa
- Korsnäs
- Maalahti
- Mustasaari
- Vaasa
- Vöyri
- Laihia

## Pirkanmaa

### Jižní Pirkanmaa
- Akaa
- Urjala
- Valkeakoski

### Jihozápadní Pirkanmaa
- Sastamala
- Punkalaidun

### Severozápadní Pirkanmaa
- Ikaalinen
- Kihniö
- Parkano

### Tampere
- Hämeenkyrö
- Kangasala
- Lempäälä
- Nokia
- Orivesi
- Pirkkala
- Pälkäne
- Tampere
- Vesilahti
- Ylöjärvi
- Kuhmoinen

### Horní Pirkanmaa
- Juupajoki
- Ruovesi
- Mänttä-Vilppula
- Virrat

## Satakunta

### Severní Satakunta
- Jämijärvi
- Kankaanpää
- Karvia
- Siikainen

### Pori
- Harjavalta
- Huittinen
- Kokemäki
- Merikarvia
- Nakkila
- Pomarkku
- Pori
- Ulvila

### Rauma
- Eura
- Eurajoki
- Rauma
- Säkylä

## Střední Pohjanmaa

### Kaustinen
- Halsua
- Kaustinen
- Lestijärvi
- Perho
- Toholampi
- Veteli

### Kokkola
- Kokkola
- Kannus

## Střední Finsko

### Joutsa
- Joutsa
- Luhanka

### Jyväskylä
- Hankasalmi
- Jyväskylä
- Laukaa
- Muurame
- Petäjävesi
- Toivakka
- Uurainen

### Jämsä
- Jämsä

### Keuruu
- Keuruu
- Multia

### Saarijärvi–Viitasaari
- Kannonkoski
- Karstula
- Kinnula
- Kivijärvi
- Kyyjärvi
- Pihtipudas
- Saarijärvi
- Viitasaari

### Äänekoski
- Konnevesi
- Äänekoski

## Vlastní Finsko

### Loimaa
- Aura
- Koski Tl
- Marttila
- Loimaa
- Marttila
- Oripää
- Pöytyä

### Salo
- Salo
- Somero

### Turku
- Kaarina
- Lieto
- Masku
- Mynämäki
- Naantali
- Nousiainen
- Paimio
- Raisio
- Rusko
- Sauvo
- Turku

### Turunmaa
- Kemiönsaari
- Parainen

### Vakka Finsko
- Kustavi
- Laitila
- Pyhäranta
- Taivassalo
- Uusikaupunki
- Vehmaa

## Jižní Karélie

### Imatra
- Imatra
- Parikkala
- Rautjärvi
- Ruokolahti

### Lappeenranta
- Lappeenranta
- Lemi
- Luumäki
- Savitaipale
- Taipalsaari

## Päijät-Häme

### Lahti
- Asikkala
- Hartola
- Heinola
- Hollola
- Kärkölä
- Lahti
- Orimattila
- Padasjoki
- Sysmä
- Iitti

## Kanta-Häme

### Forssa
- Forssa
- Humppila
- Jokioinen
- Tammela
- Ypäjä

### Hämeenlinna
- Hämeenlinna
- Hattula
- Janakkala

### Riihimäki
- Hausjärvi
- Loppi
- Riihimäki

## Uusimaa

### Helsinky
- Espoo
- Helsinky
- Hyvinkää
- Järvenpää
- Karkkila
- Kauniainen
- Kerava
- Kirkkonummi
- Lohja
- Mäntsälä
- Nurmijärvi
- Pornainen
- Sipoo
- Siuntio
- Tuusula
- Vantaa
- Vihti

### Loviisa
- Loviisa
- Lapinjärvi

### Porvoo
- Askola
- Myrskylä
- Porvoo
- Pukkila

### Raseborg
- Raseborg
- Hanko
- Ingå

## Kymenlaakso

### Kotka-Hamina
- Hamina
- Kotka
- Miehikkälä
- Pyhtää
- Virolahti

### Kouvola
- Kouvola

## Alandy

### Město Mariehamn
- Mariehamn

### Alandský venkov
- Eckerö
- Finström
- Geta
- Hammarland
- Jomala
- Lemland
- Lumparland
- Saltvik
- Sund

### Alandské souostroví
- Brändö
- Föglö
- Kumlinge
- Kökar
- Sottunga
- Vårdö